# Domenico Tosetti
Domenico Tosetti (La Spezia, 2 maggio 1924 – La Spezia, 1950 circa) è stato un antifascista e poliziotto italiano, deportato nel campo di concentramento di Mauthausen per aver collaborato con la Resistenza italiana durante la Seconda guerra mondiale.

## Biografia
Tosetti entrò in servizio presso la Questura di La Spezia nel 1942, a soli 18 anni.
Dopo l'armistizio dell’8 settembre 1943, per evitare l’arruolamento forzato nelle forze della Repubblica Sociale Italiana, Tosetti si arruolò nella Guardia Ausiliaria di Pubblica Sicurezza e fu assegnato alla Questura spezzina. Qui collaborò strettamente con i funzionari Lodovico Vigilante e Nicola Amodio nell'aiutare ebrei, antifascisti e perseguitati politici a sfuggire alla cattura.

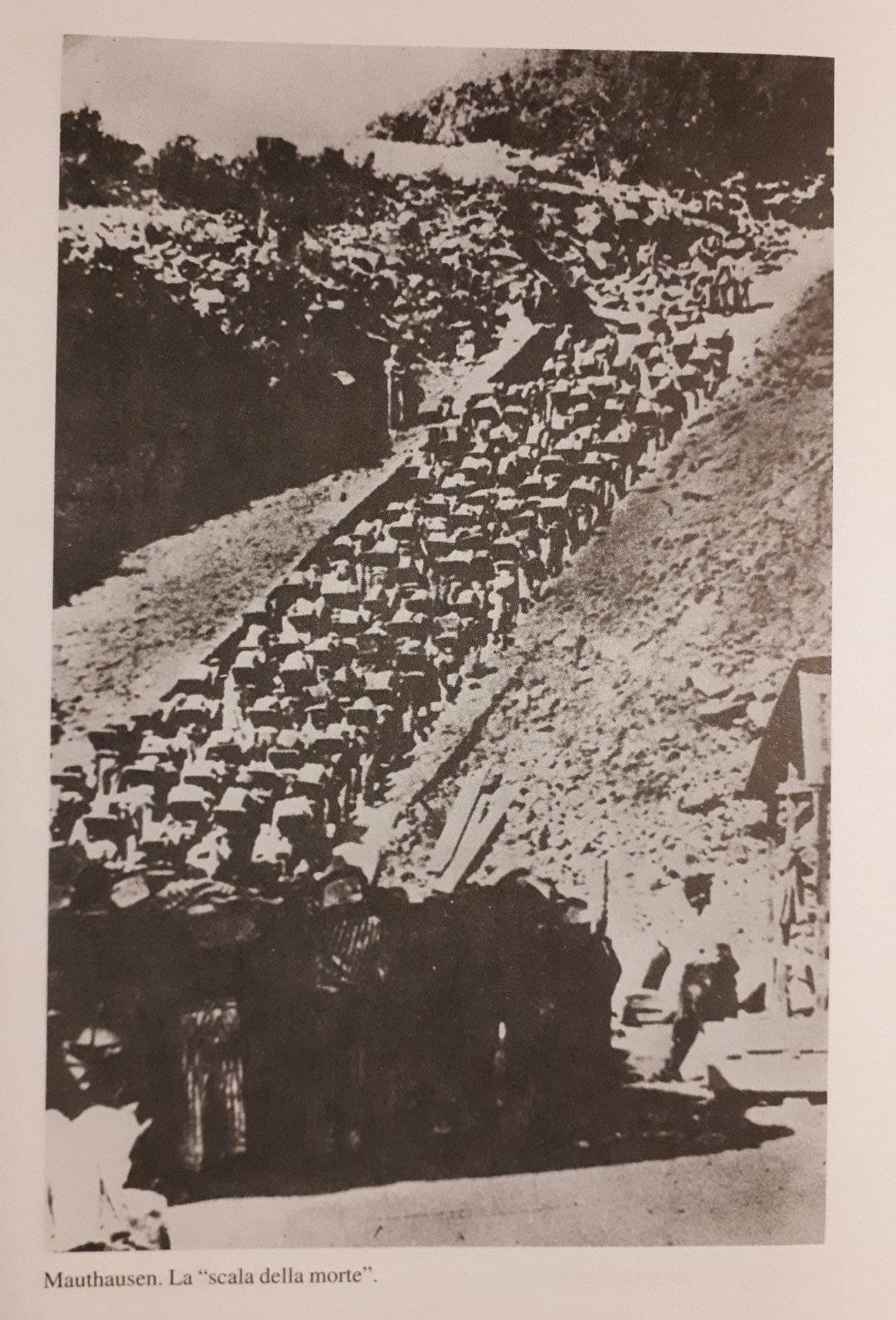
La cosiddetta scala della morte di Mauthausen

Il 18 ottobre 1944 fu arrestato dalle Brigate Nere a seguito di una delazione, colto disarmato mentre si trovava in città. Venne incarcerato nella caserma della Guardia Nazionale Repubblicana di via XX Settembre a La Spezia, dove fu legato mani e piedi, sottoposto a sevizie e tenuto in cella per 26 giorni.
Dopo essere stato trasferito nel carcere di Marassi (Genova), fu deportato al campo di internamento di Bolzano e successivamente al campo di sterminio di Mauthausen. Qui fu costretto ai lavori forzati, in particolare al trasporto di massi sulla cosiddetta Scala della morte, dove persero la vita numerosi deportati.
Tosetti riuscì a sopravvivere fino alla liberazione del campo da parte delle truppe americane, avvenuta il 5 maggio 1945. Ricoverato presso l’ospedale di Linz per circa 45 giorni, fu poi rimpatriato e tornò a La Spezia il 4 febbraio 1946. Riprese temporaneamente servizio in Questura, ma nel 1947 fu congedato per inabilità fisica. Morì pochi anni dopo a causa della tubercolosi, probabilmente contratta durante la sua permanenza nel campo.

## Commemorazione

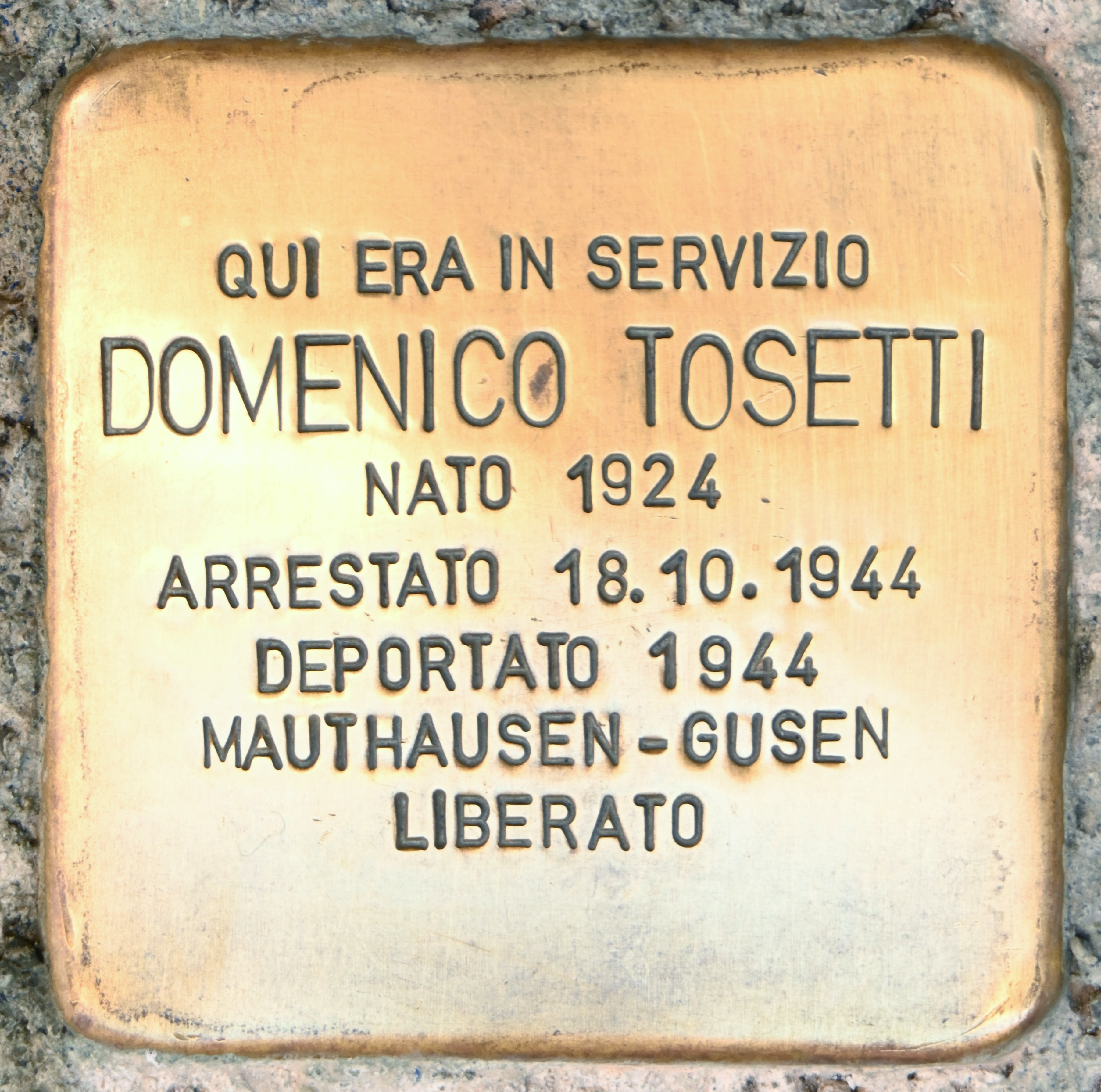
La pietra d'inciampo in memoria di Domenico Tosetti a La Spezia

A Tosetti, insieme ai colleghi Vigilante, Amodio e Annibale Tonelli, è stata dedicata una Pietra d'inciampo a La Spezia, in memoria del loro impegno nella Resistenza e della deportazione subita.